# 奥尔巴尼公爵罗伯特·斯图尔特
罗伯特·斯图尔特 （英語：Robert Stewart，约1340年—1420年9月3日）是苏格兰王室家族成员，曾是三位苏格兰君主（罗伯特二世、罗伯特三世和詹姆斯一世）的摄政王。他同时拥有门蒂思伯爵（1361年2月28日），法夫伯爵（1361年-1372年），巴肯伯爵（1394年-1406年），奧爾巴尼公爵（1398年）和阿索尔伯爵（1403年）贵族头衔。
罗伯特·史都華是一名无情的政治家，人们普遍认为他涉嫌谋杀自己的侄子羅撒西公爵大衛·史都華。詹姆斯一世在英格兰被关押了18年。在此期间，罗伯特·史都華担任苏格兰王国的摄政王，是苏格兰的实际统治者。他于1420年在斯特灵城堡去世，他的儿子默多克·斯图尔特继承了他的“王位”。1425年，詹姆斯一世返回苏格兰，将奧爾巴尼公爵默多克·史都華以叛国罪处决，斯图亚特的奥尔巴尼派几乎完全覆灭。

## 家族
罗伯特·斯图尔特是苏格兰国王罗伯特二世的第三个儿子，是罗伯特二世和伊丽莎白·缪尔的第二个儿子。他与约翰·斯图尔特（即后来的罗伯特三世）是同胞的兄弟。他的曾祖父是班诺克本战役的传奇胜利者罗伯特·布鲁斯（罗伯特一世）。

## 生平
14世纪后期，苏格兰政治局势非常不稳定，罗伯特·斯图尔特主要通过暴力手段来获取领地和头衔。他和儿子默多克·斯图尔特为了扩大了家族利益，不可避免的与其他贵族，如苏格兰外岛勋爵唐纳德家族等成员进行了暴力冲突。
罗伯特二世国王体弱多病，在他统治期间（1371-1390年），罗伯特·斯图尔特和他的哥哥卡里克伯爵约翰·斯图尔特（即后来的罗伯特三世）作为苏格兰的摄政王实际控制政权。罗伯特·斯图尔特还担任苏格兰王室的监护官，也带领过苏格兰军队多次远征英格兰王国。
1389年，约翰·斯图尔特在一次出行中被马踢伤，几乎丧失了行动能力。:361虽然他在1390年继承王位，但是由于身体上的伤残，他于1399年将王位继承人的位置给了自己的儿子罗撒西公爵大卫·斯图尔特。与此同时，罗伯特·斯图尔特在1398年自封奥尔巴尼公爵，得到了更大的权力和财富。
然而很快，英格兰入侵苏格兰，罗伯特和大卫在军队问题上出现了严重分歧。1401年，大卫被指控以非正当理由从苏格兰东海岸海关挪用公款。他被逮捕，并被监禁在福克兰城堡中，1402年3月死亡。:362
罗伯特三世闻讯后，开始担心自己的幼子詹姆斯的安危，于是决定将他送去法兰西避难。1406年，詹姆斯被英格兰军队捕获，被扣留了长达18年。在这段时间，罗伯特·斯图尔特是苏格兰的摄政王。他继续领导对英格兰的战争，但没获得什么成果，双方都伤亡惨重。1420年9月3日在斯特灵城堡去世。

苏格兰摄政王旗帜